# Epacrophis
Epacrophis is een geslacht van slangen uit de familie draadwormslangen (Leptotyphlopidae) en de onderfamilie Leptotyphlopinae.

## Naam en indeling
De wetenschappelijke naam van de groep werd voor het eerst voorgesteld door Stephen Blair Hedges, Solny Arnardottir Adalsteinsson en William Roy Branch in 2009. Er zijn drie soorten, de slangen werden eerder aan andere geslachten toegekend, zoals Glauconia en Leptotyphlops.
De geslachtsnaam Epacrophis betekent vrij vertaald 'stekelslang'; epakros = stekel en ophis = slang.

## Uiterlijke kenmerken
De slangen hebben verschillende uiterlijke kenmerken, de soort Epacrophis boulengeri bijvoorbeeld wordt tot 23 centimeter lang en heeft een roze kleur, terwijl Epacrophis drewesi tot 14 cm lang wordt en een bruine dorsale lengtestreep heeft op een lichter gekleurd lichaam.

## Levenswijze
De slangen leven in de bodem en eten kleine ongewervelden. De vrouwtjes zetten eieren af.

## Verspreiding en habitat
De slangen komen voor in delen van Afrika en leven in de landen Kenia en Somalië. De habitat bestaat uit droge tropische en subtropische bossen en vochtige tropische en subtropische scrublands.

## Beschermingsstatus
Door de internationale natuurbeschermingsorganisatie IUCN is aan alle soorten een beschermingsstatus toegewezen. De slangen worden beschouwd als 'onzeker' (Data Deficient of DD).

## Soorten
Het geslacht omvat de volgende soorten, met de auteur en het verspreidingsgebied.
| Naam                   | Auteur          | Verspreidingsgebied |
| ---------------------- | --------------- | ------------------- |
| Epacrophis boulengeri  | Boettger, 1913  | Kenia               |
| Epacrophis drewesi     | Wallach, 1996   | Kenia               |
| Epacrophis reticulatus | Boulenger, 1906 | Somalië             |